# José Campabadal Calvet
José Campabadal Calvet (Balaguer, Tarragona, 18-VII-1846 - Cartago, Costa Rica, 22-VI-1905) fou un compositor català.

## Biografia
Començà els seus estudis als set anys amb el mestre Francisco Comas. Als quinze es traslladà a Lleida i estudià orgue i contrapunt amb Magín Puntí. Després es traslladà a Barcelona per cursar harmonia i composició amb Antonio Ríus. L'MC de la catedral, José Marraco, li confià la direcció de l'escola de música de la catedral, on tení molts alumnes, entre ells, Eusebio Daniel. Va ser contractat com a pianista pel Gran Café de España per fer concerts.
El 1876 es traslladà a Costa Rica per prendre possessió de la plaça d'organista i MC de la basílica de Los Ángeles, San Francisco i la parròquia de Cartago. A Costa Rica fundà la Societat Instrumental i Coral Euterpe seguint els models catalans i contribuint a impulsar la cultura musical d'aquell país.

## Obra
Durant la reforma de l'ensenyament del president Mauro Fernández edità la primera col·lecció de cants escolars el 1888. Publicà també un ABC musical i diversos mètodes, entre ells un Tractat de teoria i crítica musical i uns Apunts sobre harmonia. El seu Himne patriòtic al 15 de setembre, de 1883, amb lletra de l'espanyol Juan Fernández Ferraz, va ser adoptat oficialment i s'ha cantat des de llavors per celebrar la independència. Va ser condecorat pel Govern.
Campabadal escriví centenars d'obres, en gran part degut a les seves funcions d'MC i per aquest motiu de caràcter religiós, però també abundant música de saló per a piano, derivada de les seves funcions pedagògiques, especialment masurques, d'estil senzill, fugint del virtuosisme i plenament dins de l'esperit del piano del romanticisme primerenc, estil que pot estar perfectament representat en la masurca publicada a La Música Ilustrada Hispanoamericana. En una llarga carta que escrivia des de Cartago en aquesta revista tractava d'expressar la seva línia estètica fent una crítica de Wagner i de Puccini i rendint homenatge a Perosi: «I m'acomiado dient que aquests grans genis a qui jo respecto i admiro, amb tot i les seves produccions sorprenents, babilòniques, no faran oblidar mai les obres dels nostres antics mestres».

### Obres didàctiques
- Cantos escolares, Cartago, 1888
- ABC musical, texto para las escuelas de Costa Rica, Barcelona, José Cunill, 1894.
- Apuntes sobre armonía
- Métodos de solfeo
- Tratado de teoría y crítica música

### Obres

#### - Música religiosa
- Benedictus, B, órg, 1886, (FB/UME)
- Gozos a S. José, 3V, órg, (FB/UME)
- Gran réquiem dramático
- Oh Salutaris, T, órg, 1886 (UME)
- Tu es Petrus

#### - Piano
- Amaya, Maz
- Amor jurado, Val
- Brisas de mayo, col·lecció de Val
- El limosnero y el crepúsculo, Val
- Ella, Maz
- La desposada, Maz (UME)
- La sultana Euterpense, Maz
- Mazurca, 1900 (VR)
- Mis querellas, Maz
- Pablo y Virginia, Val
- Raquel, Pk (UME)
- Sonata en Re menor
- Tormento, Maz